# Neommatissus basifuscus
Neommatissus basifuscus är en insektsart som först beskrevs av Kato 1933.  Neommatissus basifuscus ingår i släktet Neommatissus och familjen Tropiduchidae. Inga underarter finns listade i Catalogue of Life.